# Braunwangenweber
Der Braunwangenweber (Ploceus batesi) ist eine vom Aussterben bedrohte Art aus der Familie der Webervögel (Ploceidae). Der Vogel ist endemisch in Kamerun. Bei Inventarisierungen in den letzten Jahren gab es keine Berichte über eine Sichtung des Braunwangenweber. Die Gründe hierfür sind unklar. Deshalb ist der Vogel auf der Roten Liste der stark gefährdeten (Endangered) Arten des IUCN.

## Merkmale
Der kleine Weber wird ca. 12 bis 14 Zentimeter groß. Das Männchen hat einen hellen kastanienfarbenen Kopf. Im Kontrast dazu ist der schwarze Hals, der sich bis hin zum Nacken zieht. Ein kleiner gelber Kragen trennt den Kopf vom olivgrünen Körper. Der untere Teil des Federkleides ist goldgelb, während der Schwanz schwarz schimmert. Das Weibchen ist sehr ähnlich. Der einzige Unterschied ist, dass der Kopf statt kastanienfarben schwarz ist. Somit gibt es keinen farblichen Unterschied zwischen Kopf und Hals.

## Verbreitungsgebiet
Der Braunwangenweber ist nur in Kamerun heimisch. Dort wurde der Vogel nur im Süden und Westen des Landes entdeckt. Im Westen wurde er an einem nahen Gürtel um Limbe, am Fuße des Kamerunberg sowie östlich von Moloundou zuletzt gesehen. Im Wildtierreservat Dja wurde er 1995 bei Somalomo und 1996 bei Shwani beobachtet. 1990 wurde der Braunwangenweber mindestens zwei Mal am Kupeberg registriert.